# 希皮 (加利福尼亞州)
希皮（英語：Shippee）是位於美國加利福尼亞州比尤特縣的一個非建制地區。該地的面積和人口皆未知。

## 地理
希皮的座標為39°32′24″N 121°41′17″W / 39.54000°N 121.68806°W，而該地的平均海拔高度為40米（即131英尺）。